# Rhode Island FC
Der Rhode Island FC ist ein US-amerikanisches Fußball-Franchise der United Soccer League aus Pawtucket, Rhode Island. Der 2019 gegründete Klub spielt seit in der USL, der zweiten Liga im Fußballligensystem der USA.

## Geschichte
Am 2. Dezember 2019 gab Brett M. Johnson, Mitbegründer und Eigentümer von Rhode Island FC, die Pläne für das Team und ein neues, fußballspezifisches Stadion in Pawtucket, Rhode Island, bekannt. Das Stadion sollte im Zentrum eines riesigen Entwicklungsprojekts namens Tidewater Landing stehen, das mit einem Wert von 400 Millionen Dollar Geschäfte, Wohnungen, Büros und ein Hotel umfassen sollte. Ziel war es, das Team bereits 2022 auf den Platz zu schicken, mit einer Stadionkapazität von mindestens 10.000 Sitzplätzen.
Um das Vorhaben zu realisieren, bat die Vereinsführung um finanzielle Unterstützung vom Bundesstaat Rhode Island und der Stadt Pawtucket. Der Rest der Finanzierung sollte durch den Verein selbst gedeckt werden. Doch die Pläne zogen sich, da COVID-19 und Inflationsprobleme die Kosten in die Höhe trieben und Verzögerungen bei den Lieferketten auftraten. Schließlich stimmte der Gouverneur von Rhode Island, Dan McKee, am 25. Juli 2022 in einer Sitzung der Rhode Island Commerce Corporation für die Bereitstellung der nötigen Mittel, sodass der Bau des Stadions starten konnte. Der Spatenstich erfolgte am 12. August 2022.
Nach der Bekanntgabe des Teamnamens startete der RIFC eine Initiative, bei der Fans Saisonkarten-Vorauszahlungen leisten konnten, die später auf den Ticketkauf angerechnet wurden. Die Resonanz war überwältigend: In der ersten Woche gingen mehr als 2.500 Zahlungen ein, was einen neuen Rekord für eine USL-Franchise beim Debüt aufstellte. Bis Dezember 2022 hatte das Team Vorauszahlungen aus allen 39 Städten und Gemeinden Rhode Islands erhalten.
Am 8. März 2023 wurde Khano Smith, ehemaliger Kapitän der Bermudischen Nationalmannschaft, als erster Cheftrainer und Manager des Teams vorgestellt. Ende des Jahres folgte die Verpflichtung des ersten Spielers in der Vereinsgeschichte: Koke Vegas, ein erfahrener spanischer Torwart, der zuvor für San Diego Loyal und zahlreiche spanische Clubs gespielt hatte. Nur wenige Tage vor dem ersten Spiel des Teams wurde Vegas am 12. März 2024 zum ersten Kapitän ernannt.
Das erste, und zugleich sofort ausverkaufte Heimspiel von Rhode Island FC gegen New Mexico United fand am 16. März 2024 statt und, endete mit 1:1. Das erste Tor in der Vereinsgeschichte fiel in der Nachspielzeit der zweiten Hälfte, als New Mexicos Chris Gloster ein Eigentor erzielte. Es war das erste Mal in der USL Championship-Geschichte, dass ein Team in seinem ersten Spiel einen Punkt holte.
Das Team beendete die reguläre Saison 2024 auf dem 4. Platz der Eastern Conference. Nach einem schwierigen Start und dem 11. Platz Mitte Juni erfolgte eine deutliche Leistungssteigerung, wobei die Saison mit einer Serie von sechs unbesiegten Spielen beendet wurde. Zu den Höhepunkten gehörten der erste Sieg gegen die Las Vegas Lights im April, die einzige Heimniederlage von Louisville City FC in der Saison und ein überzeugender 3:0-Sieg gegen Hartford Athletic. Das letzte Saisonspiel gegen Miami FC endete mit einem beeindruckenden 8:1-Sieg – der höchste Sieg und die höchste Anzahl an Toren in einem Spiel in der gesamten Saison 2024.
Mit insgesamt 15 Unentschieden stellte Rhode Island FC einen neuen Rekord für die meisten Remis in einer USL Championship-Saison auf. Ausgezeichnet wurden Noah Fuson als Golden Playmaker 2024, JJ Williams als Spieler des Monats Oktober und Khano Smith als Trainer des Monats Juni.
Im Playoff-Halbfinale besiegte Rhode Island die Indy Eleven mit 3:2 und setzte sich anschließend mit 3:0 gegen den Gewinner des Players' Shield, Louisville City FC, durch. Im Halbinfinale besiegte das Team Charleston Battery mit 2:1, bevor es im USL Championship-Finale den Colorado Springs Switchbacks mit 0:3 unterlag.

## Wappen und Farben
Gleichzeitig mit der Bekanntgabe des offiziellen Namens am 14. November 2022, wurden das neue Vereinswappen und die Teamfarben enthüllt. Das Wappen zeigt einen Anker, in dessen Schaft das Monogramm RI eingearbeitet ist. Blitze an den Rändern des Ankers symbolisieren die Energie und den unbändigen Willen des Teams. Der Anker selbst ist ein historisches Symbol für Rhode Island, das bereits seit 1647 die Region repräsentiert. Das moderne Design des Wappens steht für Hoffnung und die tiefe „Verwurzelung in der Gemeinschaft“. Als Teamfarben wurden Bernstein und Blau festgelegt.

## Fanszene
Der Verein hat eine offizielle Fangruppe, die unabhängige Unterstützervereinigung Rhode Island Defiance 1636. Der Name leitet sich vom Gründungsdatum der Kolonie Rhode Island ab und steht für den Widerstand gegen die Zweifel an einem erfolgreichen Profifußball in der Region. Die Gruppe ist auch unter dem Spitznamen La Barra Bahía bekannt. Bei Heimspielen im Beirne Stadium positionierten sich die Fans traditionell hinter dem Tor auf der Nordseite des Stadions. Seit 2025 gibt es im neuen Stadion in Tidewater Landing einen eigenen, sicheren Fanbereich. Die Rhode Island Defiance 1636 sind bekannt für ihre unerschütterliche Unterstützung bei Auswärtsspielen und ihr leidenschaftliches Auftreten bei Heimspielen, das dem Stil der südamerikanischen Barra Brava nachempfunden ist.

## Stadion
Ursprünglich war geplant, dass der Verein sein erstes Spiel direkt im neu gebauten Stadion bestreiten würde. Aufgrund von Verzögerungen beim Bau, die durch gestiegene Kosten verursacht wurden, entschied sich das Team jedoch, die erste Saison im Beirne Stadium der Bryant University zu spielen, während der Bau des Stadions in Tidewater Landing fortgesetzt wurde.
Am 3. Mai 2025 wurde das Centreville Bank Stadium schließlich im Rahmen des Saisonheimspiels von Rhode Island gegen San Antonio FC eröffnet. Das Spiel endete mit einem 0:0-Unentschieden.
Das erste Tor in der Geschichte des Stadions fiel am 7. Mai 2025, als Tomás Chancalay von New England Revolution beim 2:1-Sieges der gegen Rhode Island im US Open Cup traf.

## Personal

### Aktueller Kader
Stand: 30. Mai 2025
| Nr. |                    | Position | Name           |
| --- | ------------------ | -------- | -------------- |
| 1   | Spanien            | TW       | Koke Vegas ()  |
| 2   | Kolumbien          | AB       | Dani Rovira    |
| 3   | Vereinigte Staaten | AB       | Aldair Sanchez |
| 4   | Spanien            | AB       | Hugo Bacharach |
| 5   | Vereinigte Staaten | AB       | Grant Stoneman |
| 6   | Sambia             | AB       | Aimé Mabika    |
| 8   | Japan              | MF       | Taimu Okiyoshi |
| 9   | Vereinigte Staaten | ST       | JJ Williams    |
| 10  | Kamerun            | ST       | Albert Dikwa   |
| 11  | Vereinigte Staaten | ST       | Noah Fuson     |
| 12  | Vereinigte Staaten | MF       | Clay Holstad   |
| 13  | Vereinigte Staaten | TW       | Will Meyer     |
| 14  | Vereinigte Staaten | AB       | Rio Hope-Gund  |

| Nr. |                    | Position | Name                  |
| --- | ------------------ | -------- | --------------------- |
| 15  | Kuba               | AB       | Frank Nodarse         |
| 16  | Vereinigte Staaten | AB       | Cole Dewhurst         |
| 17  | Ruanda             | MF       | Jojea Kwizera         |
| 18  | Vereinigte Staaten | MF       | Joe Brito             |
| 19  | Vereinigte Staaten | MF       | Kevin Vang            |
| 20  | Haiti              | MF       | Zachary Herivaux      |
| 21  | Vereinigte Staaten | MF       | Maxi Rodriguez        |
| 22  | Australien         | TW       | Jackson Lee           |
| 23  | Vereinigte Staaten | MF       | Marc Ybarra           |
| 24  | Kanada             | AB       | Karifa Yao            |
| 77  | Vereinigte Staaten | MF       | Amos Shapiro-Thompson |
| 80  | Puerto Rico        | MF       | Isaac Angking         |

### Trainerstab
- Khano Smith – Trainer und Manager
- Dave McKay – Assistenztrainer
- Marcos Ugarte – Assistenztrainer
- Karl Spratt – Assistenztrainer, Torwarttrainer